# Анрі де Тюренн

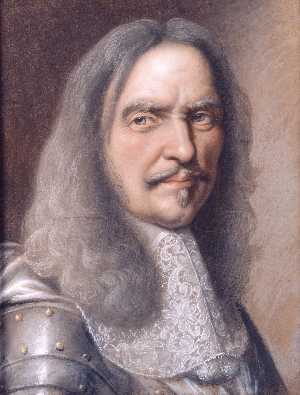
Анрі де Тюренн

Анрі де Тюренн дела Тур д'Овернь, віконт (11 вересня 1611 — 27 липня 1675) — видатний французький військовий очільник, Головний маршал Франції, учасник 18 військових кампаній, один із засновників маневрової стратегії.

## Життєпис

### Молоді роки
Був сином Анрі де ла Тур д'Овернь, віконта Тюрен, герцога Бульонського, князя Седана та Єлизавети Нассау-Оранської,дочки Вільгельма I Оранського, за віросповіданням кальвініст. У дитинстві він був слабким хлопчиком, не відрізнявся розумовими здібностями. Проте його батько зміг виховати у сина силу волі, потяг до знань. Молодий віконт став займатися військовими справами, вивчав військово-історичну літературу. У 1623 році після смерті батька мати — Єлизавета Нассау-Оранська — відправляє Анрі де Тюренна до свого брата Моріца Оранського, штатгальтера Північних Нідерландів. У нього Тюренн навчався військовій справи. Моріц Оранський був відомим військовим реформатором та полководецем. 
У 1626 році Анрі поступає у полк рядовим. А у 1627 році, відзначившись у військах іншого свого дядька Фредеріка Гендріха Оранського (зокрема у облозі фортеці Буа-ле-Дюк), отримав звання капітана.

### На французькі службі
У 1630 році Анрі де Тюренн переходить у французьку армію з чином полковника. Тут він очолює піхотний полк й у 1634 році стає генерал-майором. У 1634 році король Людовик XIII позбавив Анрі титулу та маєтків за змову його брата. Проте вже у 1635 році все повернув, призначивши командувачем французької армії. З 1635 року  бере участь у Тридцятирічній війні. Він отримав репутацію талановитого військовика під час військових кампаній у Брайзасі (Південний Ельзас), взяті Турину, успішних дій проти іспанських військ у Північній Італії (1643 рік). В цьому ж році Анрі де Тюренн стає маршалом Франції.
У своє розпорядження він отримав виснажену та деморалізовану армію. Але Тюренн зміг зміцнити дисципліну, щоб розпочати нову кампанію у Південній Німеччині. У 1644 році він здійснив несподіваний маневр, увійшов в тил баварської армії та розбив її під Фрейдебургом у трьох битвах 3,5, 9 серпня. У 1645 році Тюренн при Марієталі знову розбив баварську армію на чолі з Францем фон Мерсі, під час якої останній загинув. У 1646 році несподівані марші Тюренна дозволили об'єднати військові сили Франції та Швеції й розбити австрійські війська при Зусмаршхаузені.
Після закінчення Тридцятирічної війни Тюренн був втягнутий  герцогинею де Лонгвіль, у протистояння з королівським двором, могутнім кардиналом Мазаріні, брав участь у Фронді. Він змушений був тікати до Нідерландів. До Франції Тюренн повернувся у 1652 році. З цього моменту він переходить на бік короля Людовика XIV. У 1652—1653 роках Анрі де Тюренн бореться з іншим відомим полководцем, очільником Фронди принців Луї де Конде. Тюренн рятує молодого короля від полону, а потім блискучим рейдом по північній та східній Франції не дозволив з'єднатися силам Конде та іншого змовника Лоррена. Це дозволило знову оволодіти Парижем. Після того як Конде перейшов на бік Іспанії Тюренн вдерся із військовою потугою до Фландрії. У 1658 році Анрі де Тюренн здобув значну перемогу при Дюнкерці, захопив місто Іпр, створив загрозу Брюсселю та Генту. Саме ця перемога дозволила Франції укласти вигідний Піренейський мир у 1659 році. Він стає Головним маршалом Франції. Охочий здобути найвищий військовий титул Анрі де Тюренн у 1668 році переходить у католицьку віру, проте бажане звання навічно було закріплено за королями Франції.
Водночас Анрі де Тюренн продовжує очолювати французькі війська. У 1667—1668 роках він командує армією у Девоюційній війні проти Іспанії. Тут завдяки його зусиллям до Франції було приєднано фрайграфство Бургундія (сучасне Франш-конте).

### Останні кампанії
Також успішно здійснював військові операції й під час франко-голландської війни (1672—1678 роки). У 1672 році Тюренн захищав територію Ельзасу від австрійських сил на чолі із Раймундом Монтекукколі та військ бранденбурзького курфюрста Фрідріха Вільгельма. Дії Тюренна дозволили вивести з війни армію Бранденбурга. У червні 1673 року було укладено Вазенський договір.
У 1674 році розпочалася рейнська кампанія. Тюренн розбив супротивника при Зінцгеймі та успішно перейшов через Рейн, відтіснивши імперську армію. У грудні 1674 року Тюренн розпочав війну в Ельзасі. Зміцнивши фортеці у Середньому Ельзасі, щоб ворог вирішив, що Тюренн збирається залишитися на зимових квартирах, французький маршал розділив 28-тисячну армію на окремі загони, які з'єдналися біля міста Бельфор та вдарили по австрійцям з півдня, завдавши поразок в битвах біля Енцгайму та Мюльгаузену фельдмаршалам Олександру де Бурнонвілю та Енею Капрара.
Нова імператорська армія на чолі із Монтекукколі мала 56 тисяч солдатів, але той не зміг здолати Тюренна при Туркхаймі (січень 1675 року). Французький маршал, здійснюючи маневри, завадив також Монтекукколі захопити Страсбург у червні 1675 року. Врешті-решт Анрі де Тюренн змусив Раймунда Монтекукколі відступити та загнав того у пастку при Нідер-Сасбасі. Все казало про те, що у імперської армії немає жодного шансу. Проте 27 липня 1675 року, оглядаючи позиції ворога Анрі де Тюренна було вбито внаслідок єдиного гарматного пострілу.

## Родина
1. Дружина — Шарлота де Коммон (1612—1666), донька Арман, герцога де ла Форса
Дітей не було.